# Mi piace
Mi piace è un singolo del rapper italiano Tony Effe, pubblicato il 26 novembre 2021 come secondo estratto dalla riedizione del 
primo album in studio Untouchable.

## Descrizione
Il brano vede la partecipazione del rapper italiano Sfera Ebbasta.

## Tracce
Testi di Nicolò Rapisarda, Gionata Boschetti e Jacopo D'Amico, musiche di Diego Vincenzo Vettraino.
1. Mi piace – 2:38

## Classifiche
| Classifica (2021) | Posizione massima |
| ----------------- | ----------------- |
| Italia            | 10                |